# Gerry Adams
Pour les articles homonymes, voir Adams.
Gerry Adams, né le 6 octobre 1948 à Belfast, est un dirigeant politique nord-irlandais catholique et représentant élu de Belfast-Ouest au Parlement britannique jusqu'en janvier 2011, puis, à compter de février 2011, député (Teachta Dála) au Dáil Éireann (Assemblée d'Irlande). Leader de 1983 à 2018 du parti politique républicain nord-irlandais, le Sinn Féin, considéré comme la vitrine politique de l'IRA provisoire, il milite contre la souveraineté britannique en Irlande du Nord.

## Famille
Gerry Adams est né dans le district de Ballymurphy, à Belfast, en Irlande du Nord. Ses parents, Anne (Hannaway) et Gerry Adams senior, sont issus de milieux républicains. Son grand-père, également nommé Gerry Adams, est membre de la Fraternité républicaine irlandaise (IRB) pendant la guerre d'indépendance irlandaise. Deux des oncles d'Adams, Dominic et Patrick Adams, sont emprisonnés par les gouvernements de Belfast et de Dublin.
J. Bowyer Bell affirme dans son livre, The Secret Army, que Dominic Adams est une figure importante de l'IRA au milieu des années 1940. Gerry Adams senior rejoint l'IRA à l'âge de seize ans. En 1942, il participe à une embuscade de l'IRA contre une patrouille de la Royal Ulster Constabulary (RUC). Il est arrêté et condamné à huit ans de prison.

## La jeunesse militante
Le jeune Gerry Adams participe d'abord au mouvement des droits civiques, militant pour la fin des discriminations contre les catholiques.
Il est arrêté et envoyé en prison sans jugement en août 1971 après la mise en place de l'internement prévu par le Special Powers Act.
Libéré en 1972 pour mener des négociations avec les autorités britanniques, il est de nouveau arrêté en 1973 et emprisonné à Long Kesh, il tente de s'évader et voit sa peine de prison alourdie.
En 1978, il devient vice-président du Sinn Féin, il est considéré comme le chef de file des modérés au sein du mouvement.

## À la tête du Sinn Féin
En 1983, il est le premier élu du Sinn Féin depuis 1918 à la Chambre des communes mais il refuse d'y siéger. Il prend à cette occasion la tête du parti.
Réduit auparavant au rôle de porte-parole officiel de l'IRA, le Sinn Féin devient sous sa direction une force politique crédible en Irlande du Nord. Sous sa présidence le Sinn Féin entend alors représenter une opposition de gauche aux partis dominants et à leurs « politiques économiques thatchériennes ».
Le 14 mars 1984, plusieurs membres de l'Ulster Freedom Fighters tirent près de 20 balles sur sa voiture. Le chef du parti nationaliste est gravement blessé.
Gerry Adams a toujours nié être membre de l'IRA provisoire, mais on[Qui ?] dit aussi qu'il en était le commandant pour Belfast-sud, avant de monter dans la hiérarchie de l'IRA. Le Premier ministre de l'Irlande, Bertie Ahern, a affirmé que Gerry Adams était membre du conseil militaire de l'IRA.
Le 18 novembre 2017, il annonce qu'il quittera la présidence du Sinn Féin en 2018. Il est remplacé par Mary Lou McDonald lors du ardfheis, le congrès du parti.

## Négociateur des accords de paix
Gerry Adams participe, au nom du Sinn Féin aux négociations destinées à mettre fin au conflit nord-irlandais. En 1998, il négocie au nom du Sinn Féin l'Accord du Vendredi saint signé le 10 avril 1998 par les principales forces politiques d'Irlande du Nord, unionistes et nationalistes.

## Appel au boycott d'Israëlen 2009
À la suite des manifestations et à une lettre ouverte de janvier 2009 appelant au boycott d'Israël, l’Irish Times puis le samedi 31 janvier 2009 a publié, en page 5, un « Appel irlandais pour une justice en Palestine » recueillant environ 300 signatures, dont celles de députés, de sénateurs, de dirigeants politiques (dont Gerry Adams et Tony Benn), de responsables syndicaux, de professeurs et d'artistes.

## Arrestation en 2014
Fin avril 2014, Gerry Adams est arrêté par la police nord-irlandaise, placé en détention et interrogé sur le meurtre en 1972 de Jean McConville, une protestante de 37 ans, veuve d'un catholique et mère de 10 enfants, assassinée par l'IRA qui la soupçonnait par erreur d'être une informatrice au service des Britanniques,. Il est libéré après quatre jours de garde à vue.
En 2024, la mini-série de Disney+ Ne dis rien (Say Nothing), produite par Joshua Zetumer, évoque l'affaire.

## Anecdotes
- Le groupe Tri Yann a écrit et interprète une mélodie en son hommage. Elle porte son nom, Gerry Adams, et se trouve dans l'album Portraits.
- Dans le film Omagh, Gerry Adams est interprété par l'acteur Jonathan Ryan.